# Enicospilus ixion
Enicospilus ixion là một loài tò vò trong họ Ichneumonidae.